# 2,3,4,5,6,7,8,9,10,11,12,13-Dodécaméthyltétradécane
Le 2,3,4,5,6,7,8,9,10,11,12,13-dodécaméthyltétradécane est un alcane supérieur ramifié dde formule semi-développée (CH3)2CH-[CH(CH3)]10-CH(CH3)2. C'est un isomère de l'hexacosane.
Les atomes de carbone C3 à C12 sont asymétriques et cette molécule possède un plan de symétrie passant par le milieu de la liaison C7-C8. Donc elle se présente sous la forme de nombreuses paires d'énantiomères et de nombreux composés méso.